# Egidio Colonna
Egidio Colonna OSB (ursprünglich Carlo Colonna; * 1607 in Rom; † 18. Oktober 1686 ebenda) war ein italienischer Geistlicher und Lateinischer (Titular-)Patriarch von Jerusalem. Sein Ordensname wird auch als Aegidius wiedergegeben.

## Leben
Egidio Colonna entstammte der weitverzweigten Adelsfamilie der Colonna und war das dritte der elf Kinder von Filippo I. Colonna, sechster Herzog und Fürst von Paliano, und dessen Ehefrau Lucrezia Tomacelli. Unter seinen Brüdern war der spätere Kardinal Girolamo Colonna (1604–1666), der jüngere Bruder Giovanni Battista Colonna († 1637) war ebenfalls Patriarch von Jerusalem.
Am 4. Dezember 1638 legte Egidio Colonna die Profess ab und wurde Benediktiner. Er wurde am 19. Dezember 1643 zum Titularerzbischof von Amasea ernannt, die Bischofsweihe spendete ihm am 3. Januar 1644 sein Bruder Girolamo Kardinal Colonna, Erzbischof von Bologna. Am 19. Januar 1671 wurde er zum Patriarchen von Jerusalem erhoben.
Egidio Colonna starb in Rom und wurde in der dortigen Benediktinerkirche San Callisto beigesetzt.